# ГЕС Аппер-Бейкер
ГЕС Аппер-Бейкер — гідроелектростанція у штаті Вашингтон (Сполучені Штати Америки). Знаходячись перед ГЕС Ловер-Бейкер, становить верхній ступінь каскаду на річці Бейкер, яка дренує західний схил Каскадних гір та є правою притокою Скагіт (впадає до затоки П'юджет-Саунд, що пов'язана з Тихим океаном через протоку Хуан-де-Фука).
У межах проекту річку перекрили бетонною греблею висотою 101 метр, довжиною 376 метрів та товщиною по гребеню 3,7 метра, яка потребувала 466 тис м3 матеріалу. Разом зі створеною для закриття сідловини на правобережжі кам’яно-накидною дамбою висотою 35 метрів та довжиною 366 метрів вона утримує витягнуте на 14,5 км водосховище з площею поверхні 20,2 км2 та корисним об’ємом 272 млн м3 (забезпечується коливанням рівня між позначками 200 та 221 метр НРМ).
Пригреблевий машинний зал обладнали двома турбінами потужністю по 47,2 МВт, які працюють при напорі у 76 метрів.